# Гудович, Михаил Васильевич (1752)
Граф (с 12.12.1809) Михаил Васильевич Гудович (1752, село Старые Ивайтёнки, Стародубский полк — 14 февраля 1818) — генерал-майор и действительный статский советник, единокровный брат фельдмаршала И. В. Гудовича.

## Военная служба
Первый из пяти сыновей Василия Гудовича, главного финансиста гетманской Украины, от второго брака с Марфой Степановной Миклашевской.
В службу вступил в 1768 году солдатом в Преображенский полк. Через три года выпущен поручиком в Астраханский пехотный полк, в составе которого принял участие в войне с турками. В 1775 году был произведён в майоры в Киевский легкоконный полк, в 1779 назначен адъютантом к графу П. А. Румянцеву и в 1784 году произведён в полковники в Киевский карабинерный полк. Бригадир (c 21.4.1789).
После участия в новой войне с турками и в военных действиях против поляков произведён из бригадиров в генерал-майоры (1793). Как и все братья Гудовичи, выиграл от вступления на престол Павла I, получив назначение шефом Ярославского мушкетёрского полка. Однако уже 15.09.1797 был уволен от службы по собственному прошению с гражданским чином действительного статского советника.

## В гостях у Разумовских
После выхода в отставку поселился в Батуринском дворце у престарелого фельдмаршала Кирилла Григорьевича Разумовского. В обширных поместьях этого вельможи в то время хозяйничала свойственница и близкая приятельница Гудовича, весьма к нему неравнодушная, — графиня С. О. Апраксина. В своё время она даже помогла организовать брак одной из дочерей Разумовского с его старшим братом Иваном, несмотря на полнейшее равнодушие невесты к жениху.
Дети старика Разумовского недружелюбно относились к генералу, жившему на иждивении в отцовском доме, и подозревали его в неблаговидных поступках, особенно в расхищении (вместе с Апраксиной) имущества после кончины фельдмаршала в январе 1803 года. Болотов передаёт ходивший в 1795 г. слух, что у Разумовского
пропало между 4 и 5 ревизиею ровно 20 000 душ, но сделано сие так искусно и скрытно... Думают, что смастерил сие его управитель, снюхавшийся с его любовницею, какою-то графинею, и что они улетели к ним обоим. Вот каковы у нас знатные наши лорды и бояре!

## Поздние годы

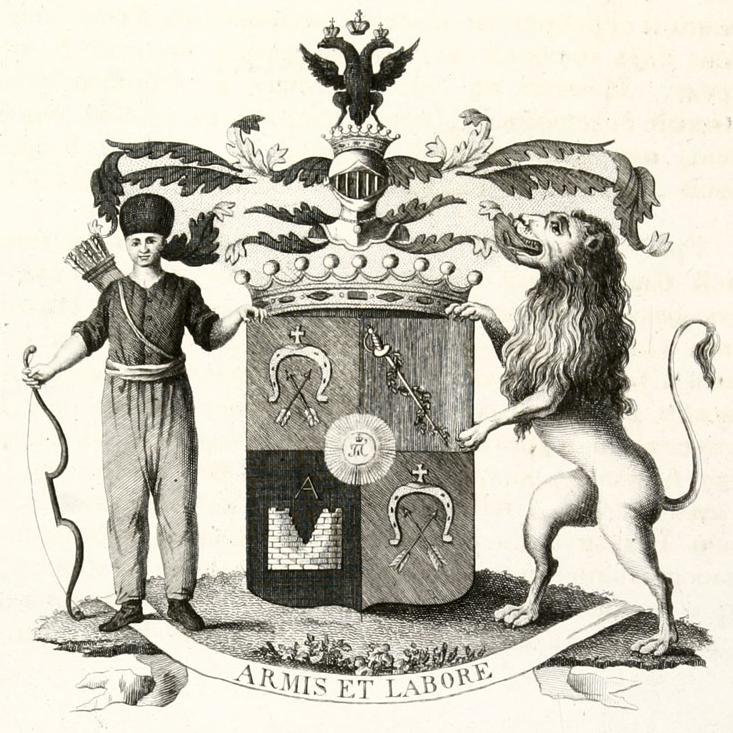
Графский герб

В конце 1809 года, когда старший брат Иван Васильевич заступил на пост московского главнокомандующего, его братья получили (в знак уважения к заслугам брата старшего) графское достоинство. Свежеиспечённый граф Михаил Гудович не замедлил поселиться в доме главнокомандующего. Вигель пишет по этому поводу следующее:
Выжив из лет, он совершенно отдал себя в руки меньшого брата, графа Михаила Васильевича, который слыл человеком весьма корыстолюбивым. Оттого-то управление Москвою шло не лучше нынешнего: все было продажное, все было на откупе. Подручником последнего был какой-то медик, французо-итальянец, если не ошибаюсь, Салватори, и они между собою делили прибыль. Так, по крайней мере, все утверждали и в то же время были уверены, что медик не что иное, как тайный агент французского правительства.
Такие слухи ускорили отставку главнокомандующего (в 1812 году). Граф М. В. Гудович скончался неженатым и был погребён 18 февраля 1818 года в Фёдоровской церкви Александро-Невской лавры.